# Murina cyclotis
Murina cyclotis is een vleermuis uit het geslacht Murina die voorkomt van India en Sri Lanka tot Guangdong, Hainan, Vietnam, de Filipijnen, Borneo en de Kleine Soenda-eilanden. Naast de belangrijkste ondersoort, M. c. cyclotis, die op het Aziatische vasteland voorkomt, worden er nog twee ondersoorten erkend: M. c. eileenae Phillips, 1932 op Sri Lanka en M. c. peninsularis Hill, 1964 op Malakka en Borneo. In de Filipijnen is de soort gevonden op de eilanden Biliran, Camiguin, Catanduanes, Luzon, Mindanao, Sibuyan en Siquijor, waar hij voorkomt in regenwoud van 250 tot 1500 m.
Deze soort heeft een roodbruine rugvacht en een vuilwitte buik. De extremiteiten zijn dicht bedekt met korte, goudbruine haren. Het is een grote soort. De voorarmlengte bedraagt 30,2-34,8 mm voor M. c. cyclotis; de nog grotere ondersoort M. c. peninsularis heeft een voorarmlengte van 33,7 tot 38,8 mm. Voor een mannetje en vrouwtje uit het Kitangladgebergte op Mindanao bedraagt de totale lengte respectievelijk 92 en 85 mm, de staartlengte 36 en 32 mm, de achtervoetlengte 11 en 11 mm, de oorlengte 16 en 16 mm, de voorarmlengte 35 en 37 mm en het gewicht 7 en 8 g. In de Filipijnen bestaat een significante variatie in grootte; deze dieren uit het Kitangladgebergte waren kleiner dan exemplaren uit Biliran, Catanduanes en Mount Isarog (Luzon). Het karyotype bedraagt 2n=44, FN=ca. 50 voor exemplaren uit Luzon.